# Лихачі (фільм)
«Лихачі» (нід. Spetters) — нідерландська драма 1980 року режисера Пола Верховена.

## Сюжет
Рін, Ейф і Ганс захоплюються мотоспортом і мріють про славу чемпіонів світу. Раптово в їхньому містечку з'являється красуня Фентьє, продавчиня смаженої картоплі і пиріжків у пересувному трейлері. І тепер друзі починають змагатися за право оволодіти красивою дівчиною. Але відносини з Фентьє призводять до різних наслідків у подальшій долі хлопців.

## У ролях
| Актор                | Роль           |
| -------------------- | -------------- |
| Ганс ван Тонгерен    | Рін            |
| Рене Саутендейк      | Фентьє         |
| Тон Агтерберг        | Ейф            |
| Мартен Спаньєр       | Ганс           |
| Маріанне Бойєр       | Майя           |
| Петер Тейнман        | Яап            |
| Саскія Тен Батенбург | Труус          |
| Івонн Валкенбург     | Аннет          |
| Аб Абспул            | батько Рена    |
| Руді Фалкенхаген     | батько Ганса   |
| Ганс Верман          | батько Ейфа    |
| Кітті Курбуа         | доктор         |
| Єрун Краббе          | Франс Генхоф   |
| Рутгер Гауер         | Герріт Віткамп |